# BK Chimik Joezjne
Basketbolnyj kloeb Chimik Joezjne (Oekraïens: баскетбольный клуб "Хімік Южне") is een Oekraïense professionele basketbalclub uit Pivdenne. De club speelde zijn thuiswedstrijden in het Sportzentrum Olymp voor 2.000 toeschouwers.

## Geschiedenis
De club is opgericht in 2001. Chimik won het landskampioenschap van Oekraïne in 2015, 2016 en 2019 en werd twee keer bekerwinnaar van Oekraïne in 2016 en 2020. In 2006 haalde Chimik Joezjne de finale om de EuroCup Challenge. Ze verloren de finale van Ural-Great Perm uit Rusland met een totaal score over twee wedstrijden met 147-154.

## Erelijst
- Landskampioen Oekraïne: 3
  - Winnaar: 2015, 2016, 2019
  - Tweede: 2014, 2017
  - Derde: 2005, 2006, 2007, 2008, 2009, 2018

- Bekerwinnaar Oekraïne: 2
  - Winnaar: 2016, 2020
  - Runner-up: 2018

- Supercup winnaar Oekraïne:
  - Runner-up: 2019

- EuroCup Challenge:
  - Runner-up: 2006

## Bekende (oud)-coaches
- Karlis Muiznieks (2013-2015)

## Bekende (oud)-spelers
- Serhiy Lisjtsjoek
- Tyrell Nelson